# Drosera fulva
Drosera fulva ist eine fleischfressende Pflanzenart aus der Familie der Sonnentaugewächse (Droseraceae). Sie kommt ausschließlich in Australien im Northern Territory vor.

## Beschreibung
Bei Drosera fulva handelt es sich um eine ausdauernde krautige Pflanze, die einzelne bodenständige Rosetten bildet. Die Blätter sind halb aufrecht bis ausgestreckt, die Blattstiele sind umgekehrt-lanzettlich, 25 bis 30 Millimeter lang, am Ansatz 0,6 bis 1,2 Millimeter, später sich verbreiternd auf 2 bis 3 Millimeter breit, am Ansatz der Spreite verjüngt bis auf 0,8 bis 1 Millimeter, auf der Oberseite kahl und der Unterseite vereinzelt mit weißen Haaren besetzt, zur Trockenzeit beiderseits dicht weiß wollig behaart. Die runde Blattspreiten sind 2 bis 3 Millimeter lang und ebenso Millimeter breit, auf der Oberseite mit kleinen Drüsen und am Rand mit Fangtentakeln besetzt und der Unterseite schwach behaart, zur Trockenzeit dicht wollig mit weißen Haaren besetzt.
Blütezeit ist Februar bis Mai. Die ein oder zwei dicht behaarten Blütenstandsachsen sind 25 bis 45 Zentimeter lang und tragen in einer Traube fünfzig oder mehr Blüten, die Blütenstiele sind 1 bis 2 Millimeter lang. Die Kelchblätter sind umgekehrt-eiförmig, dicht weiß behaart, 3 bis 3,5 Millimeter lang und 1,5 bis 1,8 Millimeter breit. Die Kronblätter sind weiß, selten pink, umgekehrt-eiförmig und 6,5 bis 9 Millimeter lang sowie 4 bis 6,5 Millimeter breit. 
Die Staubblätter sind rund 3 Millimeter lang. Der Fruchtknoten ist umgekehrt-eiförmig und 0,8 bis 1 Millimeter lang. Die 3 Griffel sind inklusive der Narben 2 Millimeter lang.

Verbreitungsgebiet von Drosera fulva

## Verbreitung
Die Heimat von Drosera fulva ist Australien. Dort kommt sie im Northern Territory im Gebiet um Darwin in sandigen Böden auf feuchten Ebenen, in Sickerwasserzonen und kurzzeitig überfluteten Senken unmittelbar oberhalb der Hochwassermarke vor. In ihrem Verbreitungsgebiet ist sie häufig und ungefährdet.

## Systematik
Die Art wurde 1848 von Jules Émile Planchon erstbeschrieben, sie gehört zum so genannten „Petiolaris-Komplex“, der die Sektion Lasiocephala der Gattung bildet. Die nächstverwandten Arten sind Drosera brevicornis und Drosera dilatatio-petiolaris.